# Lapalud
Lapalud – miejscowość i gmina we Francji, w regionie Prowansja-Alpy-Lazurowe Wybrzeże, w departamencie Vaucluse.
Według danych na rok 1990 gminę zamieszkiwały 3332 osoby, a gęstość zaludnienia wynosiła 192 osoby/km² (wśród 963 gmin regionu Prowansja-Alpy-W. Lazurowe Lapalud plasuje się na 183. miejscu pod względem liczby ludności, natomiast pod względem powierzchni na miejscu 553.).